# ハイドロブリーズ
ハイドロブリーズ（英:Hydro Breeze ）はモンベルが独自に開発したポリウレタン防水膜の防水透湿性素材である。

## 概要
超微粒子をポリウレタン樹脂に含有させることでコーティング膜に0.1μm以下の微細な孔を形成させて防水性と透湿性を両立している。

### ハイドロブリーズ
耐水圧は初期値が20,000mmで、20回の洗濯後も15,000mmを維持する。JIS L-1099B-1法による透湿性は5,000g/m2/24時間である。

### スーパーハイドロブリーズ
防水性・透湿性でゴアテックスには劣るが、アウトドア用品の素材として充分な性能を持っている。耐水圧は20,000mmで、20回の洗濯後も15,000mmを維持する。JIS L-1099B-1法による透湿性は15,000g/m2/24時間である。

### スーパーストレッチハイドロブリーズ
表地にニット素材を使うことで2レイヤーの場合で従来の防水透湿素材の150％の伸縮性を持たせたもの。耐水圧は20,000mmで、20回の洗濯後も15,000mmを維持する。JIS L-1099B-1法による透湿性は15,000g/m2/24時間である。